# Mona Freeman
Mona Freeman (* 9. Juni 1926 in Baltimore, Maryland; † 23. Mai 2014 in Beverly Hills, Kalifornien) war eine US-amerikanische Schauspielerin.

## Leben und Karriere
Freeman war in ihrer Schulzeit ein Modell und wurde auch schon zur „Miss Subway“ über das Schienennetz der Stadt New York gekürt. Während dieser Kür kam sie in Kontakt mit dem Unternehmer Howard Hughes und wurde später an Paramount Pictures verkauft. Im Jahre 1944 begann ihre Karriere. In ihren jungen Jahren wurde die hübsche Freeman zu einem Teenager-Star und verkörperte vor allem junge Naive. Später ließ ihr Erfolg zunehmend nach, und sie trat meistens nur in B-Filmen auf, wobei der Film Engelsgesicht mit Robert Mitchum eine nennenswerte Ausnahme bildete. Mit Dean Martin und Jerry Lewis war sie auch in der Komödie Schrecken der Division zu sehen. In den 1950er-Jahren verlagerte sich der Schwerpunkt ihrer Tätigkeit zusehends vom Film in Richtung Fernsehserien. Bis einschließlich 1972 war sie in mehr als 60 Produktionen zu sehen.
Später wandte sie sich von der Schauspielerei ab und widmete sich der Malerei, insbesondere dem Anfertigen von Porträts.
Mona Freeman war zweimal verheiratet und Mutter mindestens einer Tochter. Bei ihrem Tod im Jahr 2014, kurz vor ihrem 88. Geburtstag, wurde sie von mehreren Enkeln und Urenkeln überlebt.

## Filmografie (Auswahl)
- 1944: Till We Meet Again
- 1944: Here Come the Waves
- 1945: Eine Frau mit Unternehmungsgeist (Roughly Speaking)
- 1945: Gefährliches Signal (Danger Signal)
- 1946: Black Beauty
- 1947: Mädchen für Hollywood (Variety Girl) (Cameo)
- 1947: Es begann in Schneiders Opernhaus (Mother Wore Tights)
- 1947: Meine bessere Hälfte (Dear Ruth)
- 1949: Die Todesreiter von Laredo (Streets of Laredo)
- 1949: Die Erbin (The Heiress)
- 1950: Das Brandmal (Branded)
- 1950: Flammendes Tal (Copper Canyon)
- 1950: I Was a Shoplifter
- 1952: Schrecken der Division (Jumping Jacks)
- 1952: Engelsgesicht (Angel Face)
- 1952: Sein großer Kampf (Flesh and Fury)
- 1952: Feuertaufe Invasion (Thunderbirds)
- 1955: Urlaub bis zum Wecken (Battle Cry)
- 1955: Postraub in Central City (The Road to Denver)
- 1956: Feuer über Mindanao (Huk!)
- 1956: Teufelskommando – Marinekorps „Pantherkatze“ schlägt zu (Hold Back the Night)
- 1957: Massaker (Dragoon Wells Massacre)
- 1958: Josh (Wanted: Dead or Alive - Staffel 1 Episode 9)
- 1962, 1964, 1965: Perry Mason (Fernsehserie, 3 Folgen)
- 1972: Willkommen daheim, Johnny Bristol (Welcome Home, Johnny Bristol; Fernsehfilm)